# Mechanitis mauensis
Mechanitis mauensis är en fjärilsart som beskrevs av Forbes 1948. Mechanitis mauensis ingår i släktet Mechanitis och familjen praktfjärilar. Inga underarter finns listade i Catalogue of Life.